# Pomadasys trifasciatus
Pomadasys trifasciatus är en fiskart som beskrevs av Fowler, 1937. Pomadasys trifasciatus ingår i släktet Pomadasys och familjen Haemulidae. Inga underarter finns listade i Catalogue of Life.